# ボンビージャ

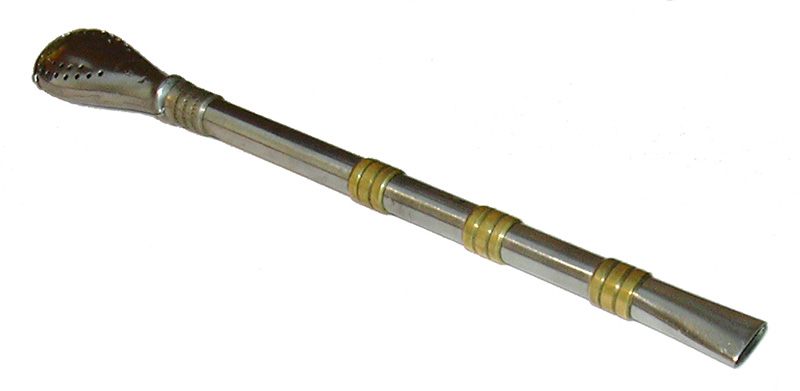
ステンレス製ボンビーリャ

ボンビージャ（西: bombilla) 
は、マテ茶を飲むためのフィルター付ストロー。スペイン語で小さなポンプという意味がある。ボンビジャ、ボンビーリャ、ボンビーシャ、ボンビリャ などとも。
グアラニー族など先住民は細い竹か葦の茎を切って底部に節があり上部は開放したストロー状に作り、底部周辺に針で無数の孔をあけてフィルターとして使っていたが、後に征服者スペイン人の子孫はそれを現在のボリビアにある鉱山で豊富に産出する銀で作るようになった。現在では銀のほかに洋銀（スペイン語でアルパカという）・ステンレスなどの金属でも作られる。安価なものはステンレスか低品質のステンレスをクロームメッキ仕上げしたもので形もまっすぐなものが多い。全長で15-20センチメートルほどで装飾を除いたチューブの太さは1センチメートル足らず。
熱いマテ茶を飲む際に多少とも温度が下がるように、ストロー部分の中央に金属の飾りを付けたり、ストロー表面に溝をつけたりして表面積を増やし熱を逃がしやすくしてある。フィルター部分はブルボ（bulbo：電球、球根の意）といって扁平に膨らんだ形をしており、多くは飲んだ後で茶器から茶殻を掻き出すのに便利なようにスプーンに似た形状にしてある。飲み口付近も飲みやすいように喫煙用のパイプの吸い口のように屈曲しているものがある。アルゼンチンで使われるヒョウタン製の茶器（クイア）の口がその他の地域のものより狭いため、アルゼンチン製のボンビーリャはフィルター部分が細くなっている。
しばらく使うと内側に黒色のカスが堆積するため、細いモール状のブラシで掃除する必要がある。掃除を容易にするため、フィルター部分を取り外してフィルターとストロー内側を掃除できるようになっているものもある。右写真のものはフィルターと軸の継ぎ目がねじ込み式になっており、フィルター部分も表裏に分割して掃除出来るようになっている。1980年代後半にウルグアイのメーカーが考案した新しいデザインのボンビーリャは、ストローの先端近くに複数のスリットをつけコイル状の針金でカバーしてフィルターとしており、従来のタイプに比べて掃除が容易である。